# Тейтвальт ап Тейтрин
Тейтфальт ап Тейтрин (валл. Teithfallt ap Teithrin) — один из нескольких правителей Гвента в V веке. 

## Биография
Согласно валлийским преданиям, Тейтвальт — сын Тейтрина, сына Теудвала (Татала), сына Ануна Динода (Ануна, правителя Греции), сына Магна Максима
Его имя представляет собой кельтизацию латинского «Феодосий», которое, по-видимому, было принято в отношении Феодосия Старшего, командующего римскими войсками, восстановившего порядок в римской Британии в 367–371 годах после нападений пиктов и скоттов, с которым Тейтфальт, возможно, связан дальними родственными узами.
В Книге Лландаффа отмечается, что во время его правления, саксы опустошили приграничные районы, в основном на северо-западе около Херефорда (т. е. в историческом королевстве Эргинг), а также вдоль реки Уай.
К середине века основная угроза Британии сместилась с вторжения ирландцев и пиктов на восстание саксов, поселившихся на острове в качестве наемников. Предположительно, что сын стареющего Тейтфалта, Теудриг, возглавил кавалерийский отряд против саксов, неся знамя с головой дракона. Он, вероятно, тот, кто женился на дочери Пейбио ап Эрба и стал отцом Теудрига. Помимо Пейбио, у Эрба был старший сын по имени Ниннио, который стал его преемником на посту короля. У этого Ниннио был сын Лливарх, который последовал за своим отцом в качестве короля, но, возможно, умер без сыновей около 535 года. Сам Эрб был женат на дочери Константина, где под Константином подразумевается Кустенин, сын Магна Максима.